# Microcebus tanosi
Microcebus tanosi o lémur ratón anosi es una especie de lémur ratón originario de los bosques Manantantely e Ivorona del sureste de Madagascar, cercanos a Tôlanaro.  Los primeros especímenes fueron recogidos en abril de 2007, y su descubrimiento estuvo anunciado en 2013 junto con el Microcebus marohita. Tiene piel pardusca oscura en el lomo y más clara en el vientre. Su estado de conservación no ha sido evaluado por la Unión Internacional para Conservación de Naturaleza (IUCN), a pesar de que se sabe que su hábitat ha sido degradado desde 2007.

## Taxonomía y filogenia
Los primeros especímenes de Microcebus tanosi fueron recogidos por el biólogo Rodin Rasoloarison durante su trabajo de campo en abril de 2007, quien capturó seis ejemplares en Manantantely y cuatro en Ivorona. Preparó cuatro de ellos como especímenes biológicos, incluyendo pieles, cráneos, y muestras de tejido, con el permiso del gobierno de Madagascar.  Fue descrito en 2013 junto al Microcebus marohita por Rasoloarison y sus colaboradores (David Weisrock, Anne Yoder, Daniel Rakotondravony, y Peter M. Kappeler), utilizando análisis molecular.  Pertenece al género Microcebus dentro de la familia Cheirogaleidae.  El holotipo fue recogido el 1 de abril de 2007 en el bosque Manantantely.  El nombre de la especie, tanosi, significa "de la región Anosy" en lengua Malagasy.

## Descripción física
Tiene pelaje pardo-oscuro en el lomo y beige claro y gris oscuro en el vientre. Está surcado por unas listas oscuras desde el lomo a la cola.  Su cabeza es rojiza.  Comparado a otros lémures ratón, es grande, con una longitud total de 255-275 mm, más la cola, de unos 115-150 mm (aproximadamente la mitad de su longitud corporal).

## Comportamiento
No existen datos disponibles sobre su comportamiento, comunicación, ecología, o reproducción.

## Estado de conservación
A diferencia del lémur ratón marohita (que fue evaluado por la Unión Internacional para Conservación de Naturaleza (IUCN) en julio de 2012), el lémur ratón anosi no ha sido aún evaluado.  Debido a degradación de su hábitat, Rasoloarison et al. sostienen que esta especie probablemente será listada en peligro en la Lista Roja de la UICN.  El equipo acentuó la necesidad de estudios de campo más profundos con el fin de determinar su extensión geográfica y el estado de la población para facilitar su conservación.